# Mosese Ratuvou

a Compétitions nationales et continentales officielles uniquement.

Dernière mise à jour le 14 mai 2020.
Mosese Ratuvou, né le 31 janvier 1983, est un joueur fidjien de rugby à XV qui joue au poste d'ailier.

## Palmarès
- Vainqueur de la Pro D2 en 2011 et 2014
- * Champion de France de Fédérale 1 2019

### Distinction personnelle
- Meilleur marqueur de la Pro D2 en 2014 (21 essais)[2]
- Meilleur marqueur de l'histoire de la Pro D2 [2]
- Nuit du rugby 2014 : Meilleur joueur de la Pro D2 pour la saison 2013-2014